# Sambaquieiros
Sambaquieiros é a denominação dada aos povos pré-históricos que habitaram o litoral da América do Sul, especialmente o território brasileiro, entre aproximadamente 8000 a.C. e 1000 d.C. Eles são conhecidos principalmente pelos sambaquis, grandes montes compostos de conchas, ossos, artefatos e restos humanos, que funcionavam como habitações, cemitérios ou monumentos cerimoniais.

## Características
Os sambaquieiros viviam da coleta de moluscos, pesca, caça e coleta de frutos. Suas moradias eram muitas vezes erguidas sobre os próprios sambaquis, que podiam atingir até 30 metros de altura. Também desenvolveram técnicas de fabricação de utensílios de pedra, osso e, em períodos mais tardios, cerâmica.
Evidências arqueológicas indicam uma organização social complexa, incluindo divisão de tarefas, práticas funerárias elaboradas e ocupações prolongadas dos sítios.

## Arqueologia
Os sambaquis começaram a ser estudados no Brasil no século XIX, inicialmente por naturalistas europeus. Desde então, milhares de sítios foram catalogados, especialmente nos estados de Santa Catarina, Paraná, São Paulo e Rio de Janeiro.
Achados arqueológicos incluem esqueletos humanos, adornos, ferramentas, artefatos de cerâmica e restos de alimentos. Em muitos casos, os esqueletos estavam acompanhados de oferendas, sugerindo práticas ritualísticas.

## Extinção
Os sambaqueiros foram extintos por um conjunto de fatores, mas o principal foi a expansão dos povos tupis pelo litoral, que acabou exterminando o povo.
"Os tupis tiveram um processo de expansão muito forte. Eram movidos pela guerra, tinham a lógica da incorporação do outro e exerciam o canibalismo. Daí, era natural que os tupis invadissem o território dos sambaquis. Alguns sambaquieiros morreram nestes conflitos. Os que conseguiram sobreviver acabaram não conseguindo ressurgir como comunidade"— Maria Dulce